# L'Inhumation prématurée
L'Inhumation prématurée (The Premature Burial) est une nouvelle d'Edgar Allan Poe publiée pour la première fois en juillet 1844. Traduite en français par Émile Hennequin, elle fait partie du recueil Contes grotesques.

## Adaptations cinématographiques
- Le Crime du docteur Crespi de John H. Auer (1935)
- L'Enterré vivant de Roger Corman (1962)